# Edwin Evans (artiste)
Pour les articles homonymes, voir Edwin Evans et Evans.
Edwin Evans, né le 2 février 1860 à Lehi en Utah et mort le 3 mars 1946 à Los Angeles, est un artiste américain, peintre et enseignant. Il fait partie, avec John B. Fairbanks (1855–1940), John Hafen (1856-1910) et Lorus Bishop Pratt (1855–1923), des artistes envoyés étudier, en 1890, à Paris par l'Église de Jésus-Christ des saints des derniers jours (LDS Church), groupe surnommé les « Art Missionaries »,,.

## Études et carrière
Evans quitte sa ville natale de Lehi et arrive à Salt Lake City pendant les années 1880. Il commence des études artistiques sous la direction de George Martin Ottinger et Danquart Anthon Weggeland,.

### LaFrench Art Mission
En 1890, trois jeunes artistes, John B. Fairbanks (1855–1940), John Hafen (1856-1910) et Lorus Bishop Pratt (1855–1923), parviennent à convaincre les dirigeants de la LDS Church de les envoyer étudier les beaux-arts à Paris. Leur demande est accueillie favorablement. La communauté mormone s'est installée à Salt Lake City, en 1847, et a prospéré grâce à ses pionniers, Brigham Young, Heber Chase Kimball et Wilford Woodruff. La construction du temple de Salt Lake est presque achevée, mais les pères de la LDS Church craignent de ne compter parmi leurs fidèles aucun artiste capable de réaliser les fresques murales qu'ils désirent. Ils acceptent donc d'offrir une bourse d'études de deux ans à Paris, alors capitale mondiale des arts, aux meilleurs jeunes artistes de Salt Lake City. Les trois premiers partent le 23 juin 1890 et Edwin Evans et Herman H. Haag (1871-1895), les rejoignent en 1891. À Paris, c'est une vie studieuse et appliquée qui les voit debout aux aurores pour étudier le français et l'anatomie, puis une longue journée à l'Académie Julian et parfois même des cours du soir. Ils consacrent leur temps libre à voyager en France, dessinant, peignant, visitant musées et galeries. Lorsqu'ils rentrent à Salt Lake City, fin 1892, ils ont acquis les connaissances nécessaires à la réalisation des fresques murales du temple.

### Temple, académie et université
Evans et ses camarades « missionnaires de l'art » réalisent les fresques du temple, dont l’inauguration a lieu le 6 avril 1893. La même année, il fonde, avec James Taylor Harwood et John Hafen, leur Academy of Art à Salt Lake City. Lors de la Columbian World’s Fair de Chicago, sa toile, Grain Fields, réalisée pendant son séjour en France est primée,. Evans dessine et peint les paysages extraordinaires de l'Utah, mais surtout, il enseigne, transmet les connaissances qu'il a acquises à Paris. Il est nommé président de l'institut des beaux-arts de l'université de l'Utah, en 1899. Parmi ses élèves, on peut citer Alma Brockerman Wright (1875-1952), Donald Beauregard (1884-1914), Mabel Pearl Frazer (1887-1981) ou encore LeConte Stewart (1891–1990).